# 나항윤
나항윤(羅恒潤, 일본식 이름: 富田恒滿, 1918년 7월 18일 ~ 1997년 8월 30일)은 일제강점기부터 활동한 법조인으로 대한민국의 대법관을 지냈다.

## 생애
충청남도 서천군 출신이다. 일본에 유학하여 1941년에 와세다 대학 법학부를 졸업했다. 와세다 대학 재학 중 고등문관시험에 합격했다.
1941년 사법관시보를 거쳐 1943년에 조선총독부 판사로 임용되면서 법조계에 들어섰다. 대구지방법원 판사로 발령받아 재임하던 중 태평양 전쟁이 종전되었다.
미군정과 대한민국에서 대구고등법원, 전주지방법원, 광주고등법원 판사를 거쳤고, 전주지방법원과 광주고등법원 부장판사를 역임했다. 1954년에는 전주지방법원장으로 승진하였으며, 대법원 판사와 서울지방법원장을 지냈다.
4·19 혁명 후 성립한 제2공화국에서 윤보선에 의해 다시 대법관으로 임명되어 1961년부터 1973년까지 재직했다. 퇴임 후 변호사로 활동하다가 제5공화국에서 한국신문윤리위원회 위원장에 임명되었다.
2008년 민족문제연구소가 발표한 친일인명사전 수록예정자 명단 사법 부문에 선정되었다.

## 참고자료
- 나항윤(羅恒潤) - 국사편찬위원회